# David Pastrňák
David Pastrňák (* 25. Mai 1996 in Havířov) ist ein tschechischer Eishockeyspieler, der seit Juli 2014 bei den Boston Bruins in der National Hockey League unter Vertrag steht. Im Jahre 2020 gewann er die Maurice Richard Trophy als bester Torschütze der Liga.

## Karriere

### Jugend
David Pastrňák kam in Havířov zur Welt und spielte in der Jugend für den dort ansässigen HC AZ Havířov. Sein Vater Milan Pastrňák (1961–2013) war ebenfalls Eishockeyspieler und spielte in den Saisons 1996/97 und 1997/98 für den Schwenninger ERC II in der 2. Eishockey-Liga. Nach seiner Karriere trainierte er seinen Sohn in den Nachwuchsmannschaften des HC AZ Havířov, bis dieser in der Saison 2011/12 als 16-Jähriger für die Herren-Mannschaft in der 2. liga debütierte. Den Großteil der Saison 2011/12 verbrachte Pastrňák allerdings auf Leihbasis in der U18-Mannschaft des HC Oceláři Třinec.

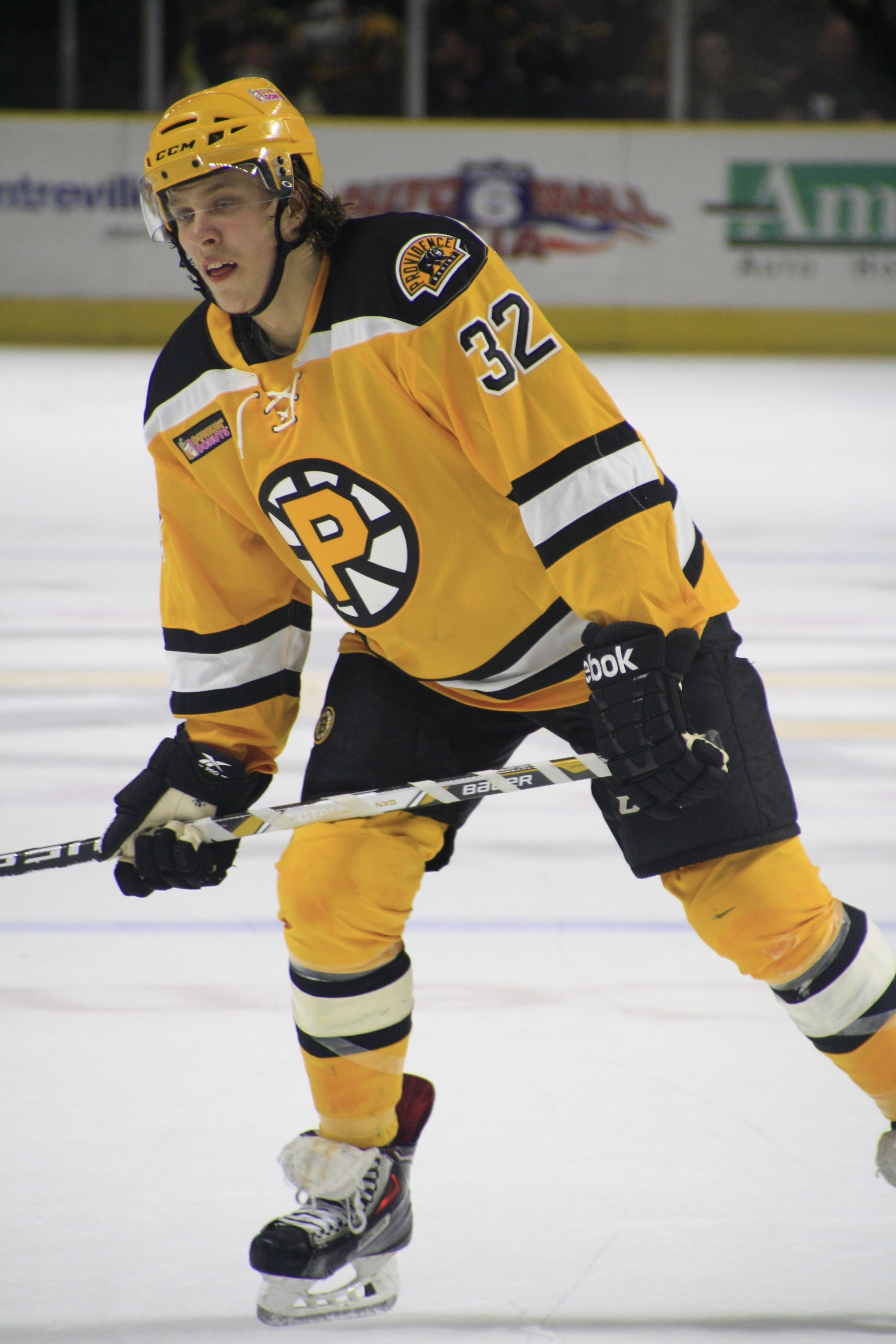
Pastrňák im Trikot der Providence Bruins (2014)

Nachdem er im Sommer 2012 mit der tschechischen Nationalmannschaft an der World U-17 Hockey Challenge teilgenommen hatte, wechselte er nach Schweden zum Södertälje SK. Dort gab er in der HockeyAllsvenskan sein Profi-Debüt, verbrachte allerdings den Großteil der Saison in der U20-Mannschaft des Vereins und spielte somit in der J20 SuperElit, der höchsten Juniorenliga Schwedens. Dort gelangen dem Angreifer in 36 Spielen 29 Scorerpunkte. Zudem nahm er an der U18-Junioren-Weltmeisterschaft 2013 teil und belegte dort mit der Mannschaft den siebten Platz. Im anschließenden KHL Junior Draft 2013 wählte ihn Sewerstal Tscherepowez an 34. Position aus, ehe er im August 2013 für das Ivan Hlinka Memorial Tournament in seine Heimat zurückkehrte und dort die Bronzemedaille gewann.
Die Saison 2013/14 verbrachte Pastrňák hauptsächlich bei der ersten Mannschaft des Södertälje SK und erzielte so 24 Scorerpunkte in 36 Einsätzen in der zweitklassigen HockeyAllsvenskan. Ferner nahm er an der U18-WM sowie an der U20-WM des Jahres 2014 teil, wobei er bei ersterer als Assistenzkapitän fungierte und mit der Mannschaft die Silbermedaille gewann. Nach diesen Leistungen setzte ihn der Central Scouting Service der National Hockey League auf Rang fünf der vielversprechendsten europäischen Feldspieler für den anstehenden NHL Entry Draft 2014. Im eigentlichen Draft wählten ihn dann die Boston Bruins an 25. Position aus. Im selben Jahr wählten ihn die Belleville Bulls beim CHL Import Draft 2014 als insgesamt zehnten Spieler aus, kamen wegen der Rechte der Bruins aber nicht zum Zuge.

### Boston Bruins
Bei den Boston Bruins unterzeichnete Pastrňák nur wenige Wochen nach dem Draft einen Einstiegsvertrag und wurde im Anschluss an die Providence Bruins abgegeben, Bostons Farmteam in der American Hockey League (AHL). Dort begann er die Saison 2014/15, wurde allerdings bereits im November 2014 erstmals ins NHL-Aufgebot berufen und gab in der Folge sein Debüt in der National Hockey League. Im Januar 2015 nahm er am AHL All-Star Classic teil und vertrat die U20-Nationalmannschaft seines Heimatlandes erneut bei der U20-WM. Gleiches tat er ein Jahr darauf bei der U20-WM 2016, bei der er mit der tschechischen Auswahl den fünften Platz belegte. Wenig später debütierte er für A-Nationalmannschaft Tschechiens, als der Angreifer an der Weltmeisterschaft 2016 teilnahm und dort mit dem Team den fünften Platz erreichte. Ebenso vertrat er sein Heimatland wenig später beim World Cup of Hockey 2016.
In der Saison 2016/17 steigerte Pastrňák seine persönliche Statistik deutlich auf 70 Punkte in 75 Spielen und wurde damit zweitbester Scorer seines Teams. Anschließend erhielt er als jüngster Akteur der Geschichte den Zlatá hokejka, der den besten tschechischen Spieler ehrt. Im September 2017 unterzeichnete er einen neuen Vertrag in Boston, der ihm in den kommenden sechs Jahren ein Gesamtgehalt von 40 Millionen US-Dollar einbringen soll, bevor er in der Spielzeit 2017/18 mit 35 Treffern bei 80 Punkten zum besten Torjäger der Bruins avancierte. Anschließend erhielt der Angreifer den zweiten Zlatá hokejka in Folge, gefolgt vom dritten im Jahr darauf.
Am Ende der verkürzten Spielzeit 2019/20 führte der Tscheche die Torjägerliste der NHL mit 48 Treffern gemeinsam mit Alexander Owetschkin an, sodass er mit der Maurice Richard Trophy geehrt wurde. Darüber hinaus berücksichtigt man ihn im NHL First All-Star Team, während er zudem seinen vierten Zlatá hokejka erhielt. Diesem folgte im Folgejahr die fünfte Auszeichnung, sodass er mit Dominik Hašek gleichzog und zum ersten Akteur wurde, der fünfmal in Folge den Zlatá hokejka gewinnen konnte.
Im März 2023 unterzeichnete Pastrňák einen neuen Achtjahresvertrag in Boston, der ihm mit Beginn der Saison 2023/24 ein durchschnittliches Jahresgehalt von 11,25 Millionen US-Dollar einbringen soll. Zum Zeitpunkt der Unterzeichnung verfügten in der gesamten NHL nur MacKinnon, McDavid, Panarin, Matthews und Karlsson über höher dotierte Verträge. Die Spielzeit 2022/23 beendete der Tscheche wenig später mit 61 Treffern sowie 113 Scorerpunkten und somit mit jeweils neuen persönlichen Bestleistungen. Ligaweit platzierte er sich damit (wie 2019/20) auf dem dritten Platz der Scorerliste, während nur McDavid (64) mehr Tore erzielte. Die Folge war eine weitere Berufung ins NHL First All-Star Team.

## Erfolge und Auszeichnungen
| - 2015 Teilnahme am AHL All-Star Classic - 2017 Zlatá hokejka - 2018 Zlatá hokejka - 2019 Teilnahme am NHL All-Star Game - 2019 Zlatá hokejka - 2020 Teilnahme am NHL All-Star Game und Auszeichnung als MVP - 2020 Maurice Richard Trophy (gemeinsam mit Alexander Owetschkin) - 2020 NHL First All-Star Team - 2020 Zlatá hokejka | - 2021 NHL-Spieler des Monats Februar der East Division - 2021 Zlatá hokejka - 2023 Teilnahme am NHL All-Star Game - 2023 NHL First All-Star Team - 2024 Teilnahme am NHL All-Star Game - 2024 NHL Second All-Star Team - 2025 NHL-Spieler des Monats Januar - 2025 NHL Second All-Star Team |

### International

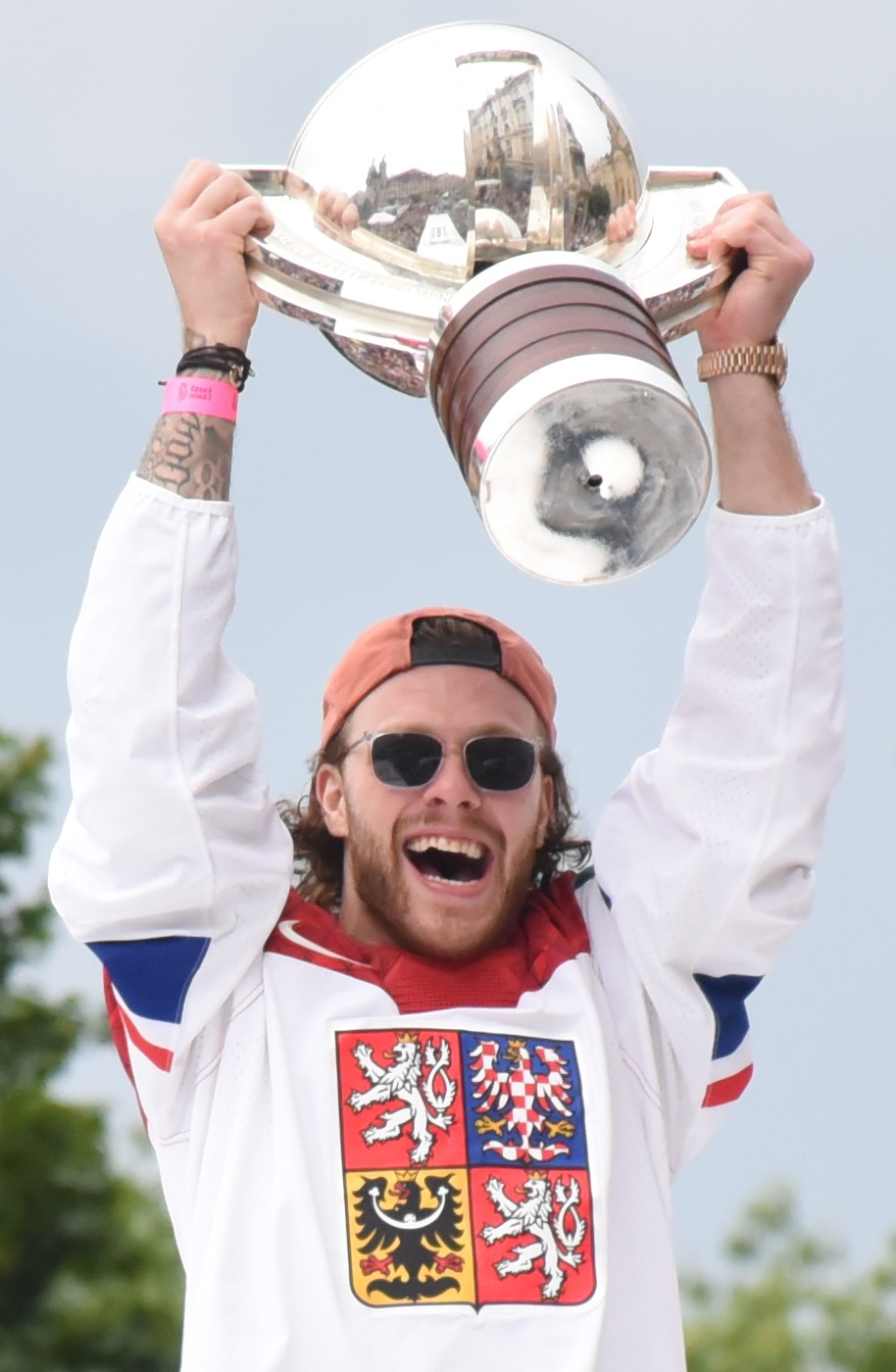
David Pastrňák feiert den Gewinn der Weltmeisterschaft 2024

| - 2013 Bronzemedaille beim Ivan Hlinka Memorial Tournament - 2014 Silbermedaille bei der U18-Junioren-Weltmeisterschaft - 2022 Bronzemedaille bei der Weltmeisterschaft - 2022 Bester Torschütze der Weltmeisterschaft (gemeinsam mit Pierre-Luc Dubois und Dylan Cozens) | - 2024 Goldmedaille bei der Weltmeisterschaft - 2025 Topscorer der Weltmeisterschaft - 2025 Bester Stürmer der Weltmeisterschaft - 2025 All-Star-Team der Weltmeisterschaft |

## Karrierestatistik
Stand: Ende der Saison 2024/25

### International
Vertrat Tschechien bei:
| - World U-17 Hockey Challenge 2012 - U18-Junioren-Weltmeisterschaft 2013 - Ivan Hlinka Memorial Tournament 2013 - U18-Junioren-Weltmeisterschaft 2014 - U20-Junioren-Weltmeisterschaft 2014 - U20-Junioren-Weltmeisterschaft 2015 - U20-Junioren-Weltmeisterschaft 2016 | - Weltmeisterschaft 2016 - World Cup of Hockey 2016 - Weltmeisterschaft 2017 - Weltmeisterschaft 2018 - Weltmeisterschaft 2022 - Weltmeisterschaft 2024 - Weltmeisterschaft 2025 |

(Legende zur Spielerstatistik: Sp oder GP = absolvierte Spiele; T oder G = erzielte Tore; V oder A = erzielte Assists; Pkt oder Pts = erzielte Scorerpunkte; SM oder PIM = erhaltene Strafminuten; +/− = Plus/Minus-Bilanz; PP = erzielte Überzahltore; SH = erzielte Unterzahltore; GW = erzielte Siegtore; 1 Play-downs/Relegation; Kursiv: Statistik nicht vollständig)